# یواس‌اس واهو (اس‌اس-۵۱۸)
یواس‌اس واهو (اس‌اس-۵۱۸) (به انگلیسی: USS Wahoo (SS-518)) یک زیردریایی بود که طول آن ۳۱۱ فوت ۸ اینچ (۹۵٫۰۰ متر) بود.